# Districte de Nacala-a-Velha
El districte de Nacala-a-Velha és un districte de Moçambic, situat a la província de Nampula. Té una superfície de 967 kilòmetres quadrats. En 2007 comptava amb una població de 88.807 habitants. Limita al nord amb el districte de Memba, al nord-oest amb el districte de Nacarôa, a l'oest amb el districte de Monapo, al sud amb el districte de Mossuril, a l'est amb el municipi de Nacala i amb l'oceà Índic.

## Divisió administrativa
El districte està dividit en dos postos administrativos (Covo i Nacala-a-Velha), compostos per les següents localitats:
- Posto Administrativo de Covo:
  - Covo
- Posto Administrativo de Nacala-a-Velha:
  - Micolene
  - Nacala-a-Velha
  - Namiope